# Contemporary and Applied Philosophy
『Contemporary and Applied Philosophy』（こんてんぽらりー・あんど・あぷらいど ふぃろそふぃー、直訳:現代哲学と応用哲学、略称:CAP）は、応用哲学会が発行する、哲学の学術雑誌。

## 歴史
2008年に応用哲学会が設立され、その学会誌として翌2009年に第一巻が発行された。創刊時よりオープンアクセスポリシーを採用しており、雑誌の内容は全てウェブ上で無料で公開している。

## トピック
雑誌の対象とする範囲は『哲学と他の学問分野にまたがる学際的研究、現代社会の諸課題に深く関わる（広い意味での）哲学的・倫理学的研究、およびそれらの研究活動を支える現代哲学の基礎的な研究を包摂する、広義の応用哲学』となっている。